# 1805년 토머스 제퍼슨 대통령 취임식
토머스 제퍼슨의 두 번째 미국 대통령 취임식은 1805년 3월 4일 월요일 미국 국회의사당의 상원 회의실에서 열렸다. 이 미국 대통령 취임식은 토머스 제퍼슨의 두 번째 4년 임기 대통령직과 조지 클린턴의 첫 번째 4년 임기 미국의 부통령직 시작을 기념했다. 취임 선서는 대법원장 존 마셜이 집행했다.

## 배경
제퍼슨이 연방당의 강력한 반대와 그의 러닝메이트이자 선거 관리자였던 에런 버로 교체하려는 초당적인 음모를 가까스로 물리치고 미국 하원이 승자를 결정했던 논쟁적인 1800년 미국 대통령 선거와 달리, 1804년 미국 대통령 선거는 훨씬 덜 극적이었다. 심하게 약해진 연방당은 심각한 반대를 모으고 후보를 선택하는 데 어려움을 겪었다. 그들은 사우스캐롤라이나의 찰스 코츠워스 핑크니를 선택했다. 제퍼슨과 버 사이의 수년간의 긴장과 상호 불화로 인해 버는 민주공화당 후보에서 제외되었고 조지 클린턴으로 대체되었다. 제퍼슨은 선거에서 압승을 거두었다.

## 취임식
제퍼슨은 1805년 3월 4일 말을 타고 국회의사당으로 갔지만, 대부분의 의원들은 며칠 전 상원에서 버의 고별 연설 후 의회가 폐회한 뒤 이미 자리를 떴다. 따라서 취임식은 소박했고 김이 빠진 듯 보였다. 대통령은 그의 습관대로 조용하고 부드럽게 연설했고, 취임 연설문을 복사하여 제공했다. 제퍼슨은 취임식에 검은색 정장과 비단 양말을 착용했다. 연설에서 그는 최근의 루이지애나 취득, 연방당의 약화된 영향력, 그리고 언론의 자유의 필요성에 대해 언급했지만, 자신에 대한 최근 언론의 공격을 비판하기도 했다.

## 같이 보기
- 1801년 토머스 제퍼슨 대통령 취임식
- 토머스 제퍼슨 행정부
- 1804년 미국 대통령 선거